# Herman David Weber
Sir Herman David Weber, FRCP, (Holzkirchen, 30 dicembre 1823 – Londra, 11 novembre 1918), è stato un medico e numismatico tedesco che esercitò in Inghilterra.
La sindrome di Weber prende nome da lui.

## Biografia
Figlio di un padre tedesco e di una madre italiana, fece i suoi studi di medicina all'Università di Marburgo e poi a Bonn, dove si laureò nel 1848.
Durante i suoi studi fece amicizia con diversi veterani della battaglia di Waterloo e sviluppò una attrazione particolare per l'Inghilterra. È in questo paese che si sviluppò tutta la sua carriera di medico. Ottenne un posto all'ospedale tedesco del quartiere londinese di Dalston e sposò un'inglese nel 1854.
In seguito fu assunto al Guy's Hospital di Londra. Divenne membro del Royal College of Physicians nel 1855 e fellow nel 1859.
Weber era un sostenitore dell'esercizio fisico e insisteva sull'importanza del clima nel trattamento delle malattie, in particolare della tubercolosi. È stato uno dei fondatori della climatoterapia.
Weber fu un collezionista di monete, e raccolse una significativa collezione di monete greche.
Per questa sua attività ha ricevuto nel 1905 la medaglia della Royal Numismatic Society. 
Anche il figlio, Frederick Parkes Weber (1863-1962) è stato un medico e un collezionista di monete.